# Мейнхард I
Мейнхард I, Майнхард I (нем. Meinhard I.; ок. 1205 — 1258) — граф Горицы (под именем Мейнхард III) с 1232 года, граф Тироля с 1253 года, из Горицко-Тирольской династии.
Мейнхард I был сыном Энгельберта III, графа Горицкого, и Матильды Андексской, сестры Бертольда IV, герцога Меранского.

## Биография
В 1232 году Мейнхард I стал графом Гориции, фогтом Аквилеи, Триента и Бриксена. В 1237 году стал графом Истрии.
Примерно в 1236 году Мейнхард I женился на Адельгейде, дочери последнего представителя тирольской династии графа Альбрехта IV.
В 1248 году умер родственник Мейнхарда I — Оттон II Андекс-Меранский. Его наследником в викариате Тренто и в долине реки Инн стал Мейнхард I.

Окрестности Горицы и Тироля в 1250 году

В 1248 году Фридрих II, император Священной Римской империи, назначил Мейнхарда имперским викарием Штирии и Крайны на время затяжного конфликта за наследство Бабенбергов, а в 1250 году он стал также правителем Австрии. Вскоре, однако, герцогом Австрии и Штирии был избран чешский князь Пржемысл Оттокар II.
В 1252 году Мейнхард I и его тесть Альбрехт Тирольский выступили против архиепископа Зальцбургского Филиппа Шпонгейма и его отца герцога Бернхарда Каринтийского, но были разбиты у Грайфенбурга и попали в плен. Освободились за большой выкуп. Кроме того, Мейнхард I был вынужден отдать в заложники архиепископу своих сыновей Мейнхарда II и Альберта I. Мейнхард II находился в этом статусе в 1252—1258 годы, а Альберт I до 1262 года.
В июле 1253 года умер Альбрехт IV Тирольский. Так как у него не было сыновей, то наследство разделили зятья Мейнхард I Горицкий и Гебхард IV граф фон Хиршберг. Отец Мейнхарда II к своим владениям в Горице и Каринтии присоединил обширное графство Тироль, а Гебхард IV иные владения В 1256 году умерла бездетная сестра Адельгейды Тирольской Елизавета. Мейнхард I Горицкий и его сыновья потребовали от овдовевшего Гебхарда IV вернуть наследство. Тот передал большую часть земель в 1263 году, а остальные замки продал лишь в 1284 году.

## Брак и дети
Жена — Адельгейда Тирольская (р. 1218/1220, ум. 1275), дочь Альбрехта IV, графа Тироля
Мейнхард II (около 1238—1295), граф Тироля с 1258, граф Горицы в 1258—1271, герцог Каринтии и Крайны c 1286;
Альберт I (ум. 1304), граф Тироля в 1258—1271, граф Горицы c 1271
Берта (ум. 1267), замужем за Конрадом, графом Вулленштеттер
Адельгейда (ум. 1291), замужем за Фридрихом II, графом Ортенбургским